# Rubens Íscaro
Rubens Libertario Íscaro (Nueve de Julio, provincia de Buenos Aires, Argentina; 28 de octubre de 1913-Buenos Aires, Argentina; 14 de enero de 1993), fue un dirigente político comunista que llegó a ser un importante dirigente del Partido Comunista argentino.

## Vida personal
Nació en un hogar humilde de inmigrantes en Nueve de Julio, una ciudad de la zona rural de la provincia de Buenos Aires. Su madre se llamaba María Ramos Mateo, era española vasca y su papá, Nazareno Iscaro, era italiano y trabajador de la construcción, los dos eran anarquistas. Cuando se trasladaron a Buenos Aires vivían en una casa muy amplia de Monte Castro, un barrio de Buenos Aires habitado por trabajadores y cuando su madre falleció a los 44 años la crianza quedó a cargo de su abuela Concepción que, a diferencia de su madre, era espiritista.
Tuvo varios hermanos, entre los cuales uno se destacó como anarquista y como partícipe de la fundación del socialismo en la ciudad de 9 de Julio en tanto Liberto Normando (1911-1995) y Clelia (nacida alrededor de 1930-2019) tuvieron una extensa trayectoria en el Partido Comunista Argentino que abandonaron junto a otros afiliados en 1967 para unirse al Partido Comunista Revolucionario (Argentina) que se creó al año siguiente.

## Actividad sindical y política
Obrero de la construcción desde los 14 años, ingresó a la Federación Juvenil Comunista en 1930 y ese mismo año fue encarcelado durante unos 8 meses. Pasó al PCA y en 1935 fue uno de los activistas que intervinieron en la huelga de obreros de la construcción que empezó a fines de 1935 durante la cual fue miembro del Comité de Huelga y sufrió un nuevo encarcelamiento. Ese conflicto motivó la huelga general del 7 y 8 de enero de 1936 en Buenos Aires en solidaridad con aquella. Una derivación de esa huelga fue la unificación del gremio en la Federación Obrera de Sindicatos de la Construcción y luego en la Federación Nacional de Obreros de la Construcción FNOC. En 1938 fue elegido secretario general de la sección Capital y en 1940 ingresa como miembro del CC Confederal de la Confederación General del Trabajo. Fue reelegido en la FONC hasta 1943 en que la misma fue disuelta.